# Marco: Haha o tazunete sanzen ri
Marco: Haha o tazunete sanzen ri (Marco 母をたずねて三千里?, Maruko Haha o tazunete sanzen ri, lett. "Marco: Tremila miglia alla ricerca della mamma"), anche noto come Gekijōban Marco: Haha o tazunete sanzen ri (劇場版 Marco 母をたずねて三千里? lett. "Marco: Tremila miglia alla ricerca della mamma - Il film") o Marco - Carry a Dream, è un film d'animazione del 1999 diretto da Kōzō Kusuba e prodotto dalla Nippon Animation. La pellicola è un remake della serie World Masterpiece Theater del 1976 Marco, basata sul racconto Dagli Appennini alle Ande, estratto dal romanzo Cuore di Edmondo De Amicis.
Il film fa parte del progetto della casa di distribuzione Shochiku di adattare sotto forma di lungometraggi alcune serie televisive, ed è stato preceduto da Black Jack - La sindrome di Moira (1996) e Gekijōban Furandāsu no inu (1997), quest'ultimo anch'esso tratto da una serie World Masterpiece Theater.

## Trama
Marco Rossi è un medico di fama internazionale che si trova di passaggio al porto di Genova, sua città natale. Qui, l'uomo inizia a ricordare del lungo e avventuroso viaggio che dovette affrontare 30 anni prima, nel tentativo di ritrovare sua madre dispersa in Argentina.

## Produzione
Come The Dog of Flanders anche questo film è narrato attraverso un lungo flashback. Inizialmente sarebbe dovuto durare due ore, ma venne ridotto di mezz'ora a causa di tagli al budget.

## Colonna sonora
La colonna sonora del film è stata composta da Taro Iwashiro. All'interno del film è inoltre presente la canzone Carry a Dream, cantata da Sheena Easton.

## Distribuzione
Il film è stato distribuito in Giappone il 3 aprile 1999 ed è inedito in Italia.